# Мурсия
Му́рсия (исп. Murcia) — город на юго-востоке Испании, административный центр автономного сообщества Мурсия и одноимённой провинции. На 1 января 2012 года население Мурсии составило 441 354 человека, что ставит город на 7-е место среди испанских городов.

## География
Город расположен близ плодородной долины, которую называют «огородом Мурсии». Мурсия возвышается на 43 м над уровнем моря и занимает площадь около 882 км². Река Сегура, которая сейчас считается одной из самых загрязнённых в Европе, пересекает Мурсию с запада на восток.

## Климат
Климат Мурсии — преимущественно аридный. Из-за довольно небольшого расстояния от Средиземного моря и его влияния климат Мурсии определяют как аридный средиземноморский климат. Для города характерны мягкая зима и жаркое лето. Поскольку город находится в долине, зажатой среди горных массивов, циркуляция воздуха в этом регионе довольно слабая. За это Мурсию называют «раскалённой сковородой Испании».
| Показатель                                | Янв. | Фев. | Март | Апр. | Май  | Июнь | Июль | Авг. | Сен. | Окт. | Нояб. | Дек. | Год  |
| ----------------------------------------- | ---- | ---- | ---- | ---- | ---- | ---- | ---- | ---- | ---- | ---- | ----- | ---- | ---- |
| Абсолютный максимум, °C                   | 27,8 | 29,4 | 33,6 | 37,4 | 41,0 | 42,5 | 45,7 | 43,2 | 44,6 | 34,9 | 31    | 25,8 | 45,7 |
| Средний суточный максимум, °C             | 16,6 | 18,4 | 20,9 | 23,3 | 26,6 | 31,0 | 34,0 | 34,2 | 30,4 | 25,6 | 20,3  | 17,2 | 24,9 |
| Средняя температура, °C                   | 10,6 | 12,2 | 14,3 | 16,5 | 20,0 | 24,2 | 27,2 | 27,6 | 24,2 | 19,8 | 14,6  | 11,5 | 18,6 |
| Средний суточный минимум, °C              | 4,7  | 5,9  | 7,7  | 9,7  | 13,3 | 17,4 | 20,3 | 20,9 | 18,0 | 13,9 | 8,9   | 5,8  | 12,3 |
| Абсолютный минимум, °C                    | −7,5 | −3,9 | −2,4 | 0,0  | 4,0  | 8,0  | 13,0 | 14,0 | 9,6  | 4,4  | −1    | −6   | −7,5 |
| Норма осадков, мм                         | 27   | 27   | 30   | 25   | 28   | 20   | 3    | 8    | 32   | 36   | 32    | 29   | 297  |
| Источник: Agencia Estatal de Meteorología |      |      |      |      |      |      |      |      |      |      |       |      |      |

## История
Широко распространено мнение, что название города происходит от лат. Myrtea или Murtea, обозначающее «страна миртов». По второй версии, Мурсия происходит от Murtia, что значит «поселение Муртия» (Murtius — общее римское имя). Также существует мнение, что название происходит от лат. Murtae, «шелковица». Эти деревья произрастали длительное время в окрестностях Мурсии. Латинское название сменилось затем арабским Mursiya, еще позже Murcia.
Город на месте, где сейчас расположена Мурсия, был основан кордовским эмиром Абд ар-Рахманом II в 825 году под названием Medinat Mursiya. Планировщики города создали обширную сеть оросительных каналов у Сегуры, которая привела к расширению аграрного сектора. В XII веке географ Ал-Идриси описал Мурсию как густонаселённый и хорошо укреплённый город. После распада Кордовского халифата в 1031 году Мурсия попала в руки правителей, властвовавших в Альмерии, Толедо и Севилье. После распада Альморавидского государства Мухаммад ибн Марданис сделал Мурсию столицей независимого королевства. В этот период Мурсия стала процветающим городом, знаменитым керамическими изделиями, которые экспортировались в Италию. Также в Мурсии развивались шёлкопрядное и бумажное производство, первое в Европе. Богослов Ибн Араби и поэт Ибн аль-Джинан были рождены в Мурсии в этот период.

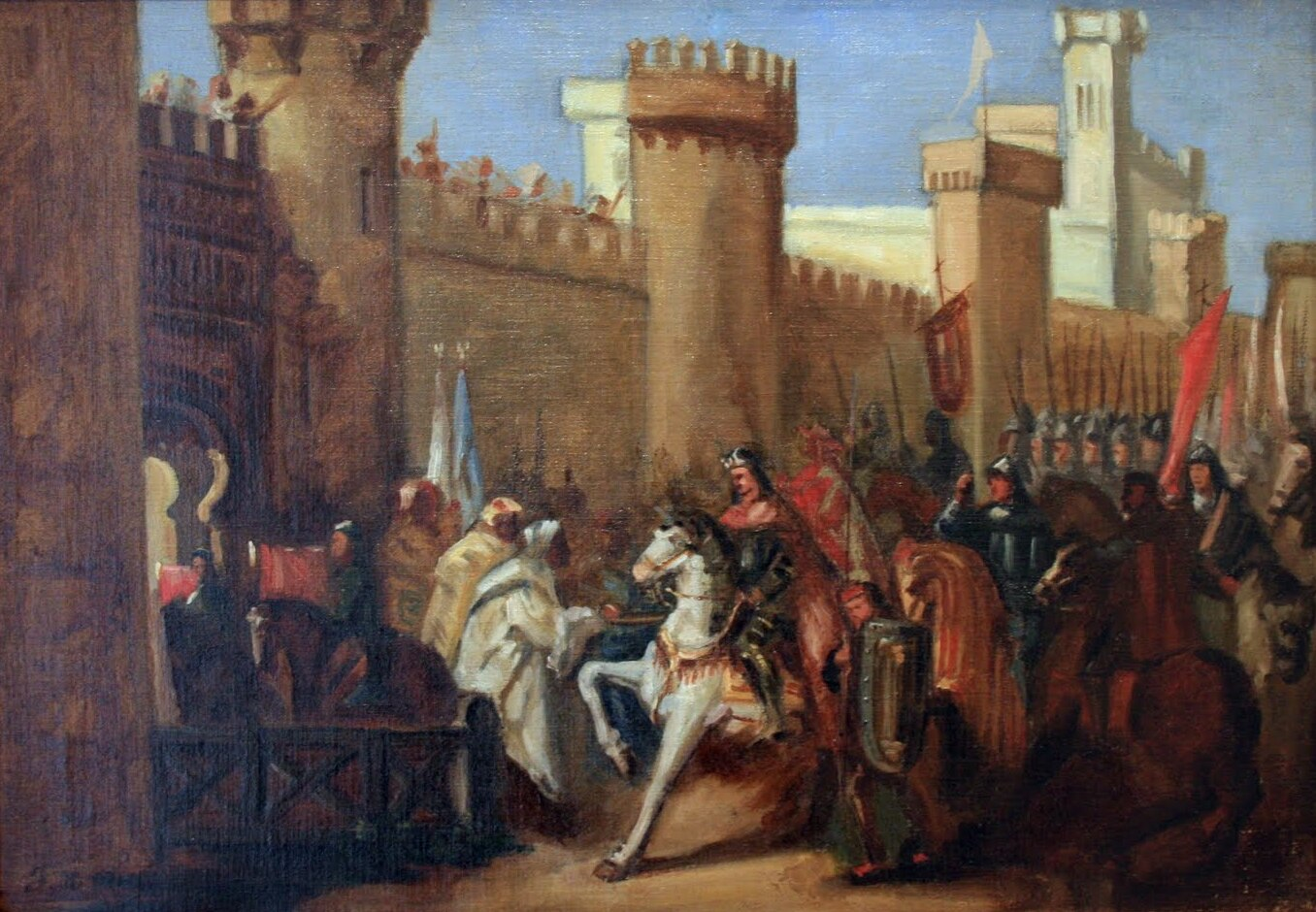
Въезд Хайме I в Мурсию в 1266 году после капитуляции мусульман. Маурисио Рамос, 1876 год.

В 1172 году Мурсия попала во власть Альмохадов и с 1223 по 1243 год была столицей независимого королевства. По Алькарасскому договору 1243 года Альфонсо X назначил Мурсию протекторатом, получив выход в Средиземное море. Мурсия, в свою очередь, получила защиту от Гранады и Арагона. Однако город был быстро захвачен христианами, которые хотели обосноваться на месте, где новая христианская культура смогла бы вытеснить мусульман. Так возникло королевство Мурсия. По этой причине в 1264—1266 годах в Мурсии вспыхнуло восстание. В 1296 году король Арагона Хайме II захватил город. В 1304 году Мурсия окончательно вошла в состав Кастильской короны по договору в Торрельясе.
Мурсия потеряла былую мощь, но заново расцвела в XVIII веке благодаря росту шелковой промышленности. Многие церкви и символы города возникли в этот период. Однако XVIII век был одновременно и веком катастроф. В 1810 году город был разграблен наполеоновскими войсками. В 1829 году в регионе произошло серьезное землетрясение, в результате которого пострадали около 6000 человек. За ним последовали чума и холера. В 1651, 1879 и 1907 году в Мурсии произошли сильные наводнения из-за разлива Сегуры.
С 1838 года Мурсия является столицей Мурсийского региона. С основанием центрального правительства в 1982 году Мурсия была названа столицей одноименного автономного сообщества, которое включает в себя столицу, Мурсийский регион и Картахену.
11 мая 2011 года в Мурсии и окрестностях столицы произошло землетрясение силой 5,3 балла, в результате которого погибли минимум 4 человека.

## Демография

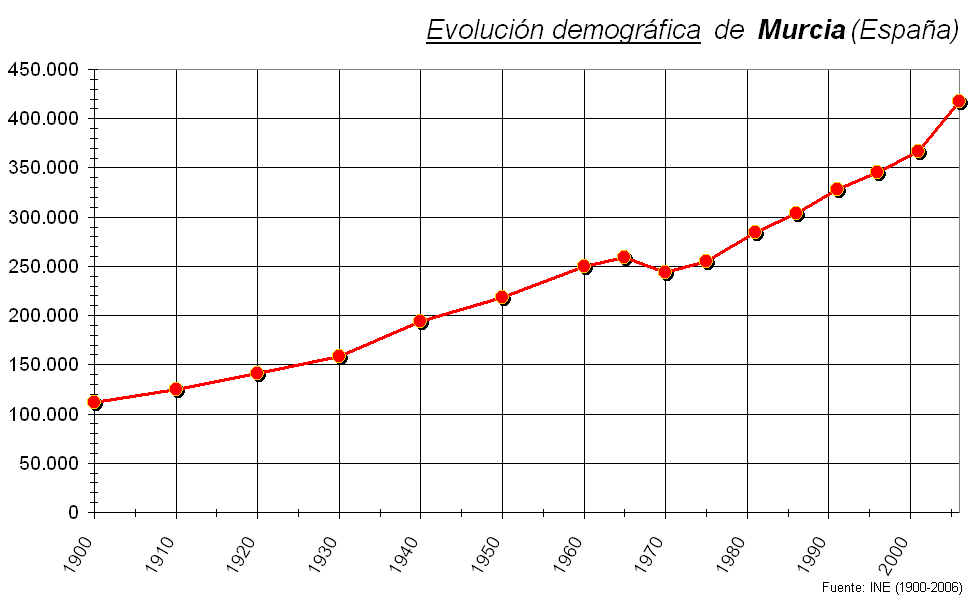
Рост населения (1900—2006)

На 1 января 2012 года население Мурсии составило 441 354 человека. Из них доля мужского населения составляет 49,2 %. За последние десятилетия число жителей сильно возросло, и сейчас Мурсия является седьмым по численности населения городом Испании.
По данным переписи населения 2011 года, распределение по возрастным группам следующее:
- до 16 лет — 18,5 %,
- от 16 до 64 лет — 67,4 %,
- от 65 лет и старше — 14,1 %.

Доля иностранного населения в Мурсии составляет 12,3 %, при этом большинство иностранцев приезжают из африканских стран, а также стран Центральной и Южной Америки и Вест-Индии.

## Экономика
Наряду с потерявшим былую значимость сельским хозяйством большая часть валового национального продукта города Мурсия обеспечивается третичным сектором экономики. В последнее время было построено много объектов недвижимости, в частности огромный развлекательно-торговый комплекс, включающий в себя магазины, рестораны, боулинг, кинотеатр.
Одна из особенностей экономического развития провинции Мурсия заключается в огромном упоре на агрикультуру и сельское хозяйство. Экспорт в Испанию и в остальную Европу овощей, фруктов, цветов составляет львиную долю бюджета Мурсии. В связи с этим некоторые называют Мурсию европейским огородом (La huerta de Europa).

## Транспорт
Мурсии принадлежит небольшой, также используемый вооруженными силами, аэропорт в Сан-Хавьере (MJV), примерно в 30 минутах езды от города. Также у границ автономного сообщества расположен аэропорт Аликанте (ALC). Также продолжается строительство международного аэропорта в пригороде Мурсии.
Помимо аэропорта, в Мурсии пересекается большое количество автомагистралей, например, А7, ведущая вдоль всего средиземноморского побережья. Также существует прямая автомобильная связь с Мадридом и Гранадой.
Железнодорожное сообщение развито слабо: линия от Картахены до Аликанте проходит через Мурсию, из Аликанте далее ведет до Барселоны. Также ходят поезда до Лорки.
В 2007 году в пробную эксплуатацию была запущена трамвайная линия длиной 2,2 км с четырьмя остановками вдоль Avenida Juan Carlos I, обслуживаемая мадридскими трамваями (поезда 151—152). 28 мая 2011 была открыта линия 1 длиной 18 км. На ней расположено 28 остановок и она обслуживается 11 трамваями производства ALSTOM. Существует две тарифных зоны: городская и пригородная. Запланировано строительство ещё трех трамвайных линий.

## Культура и общество

### Праздники

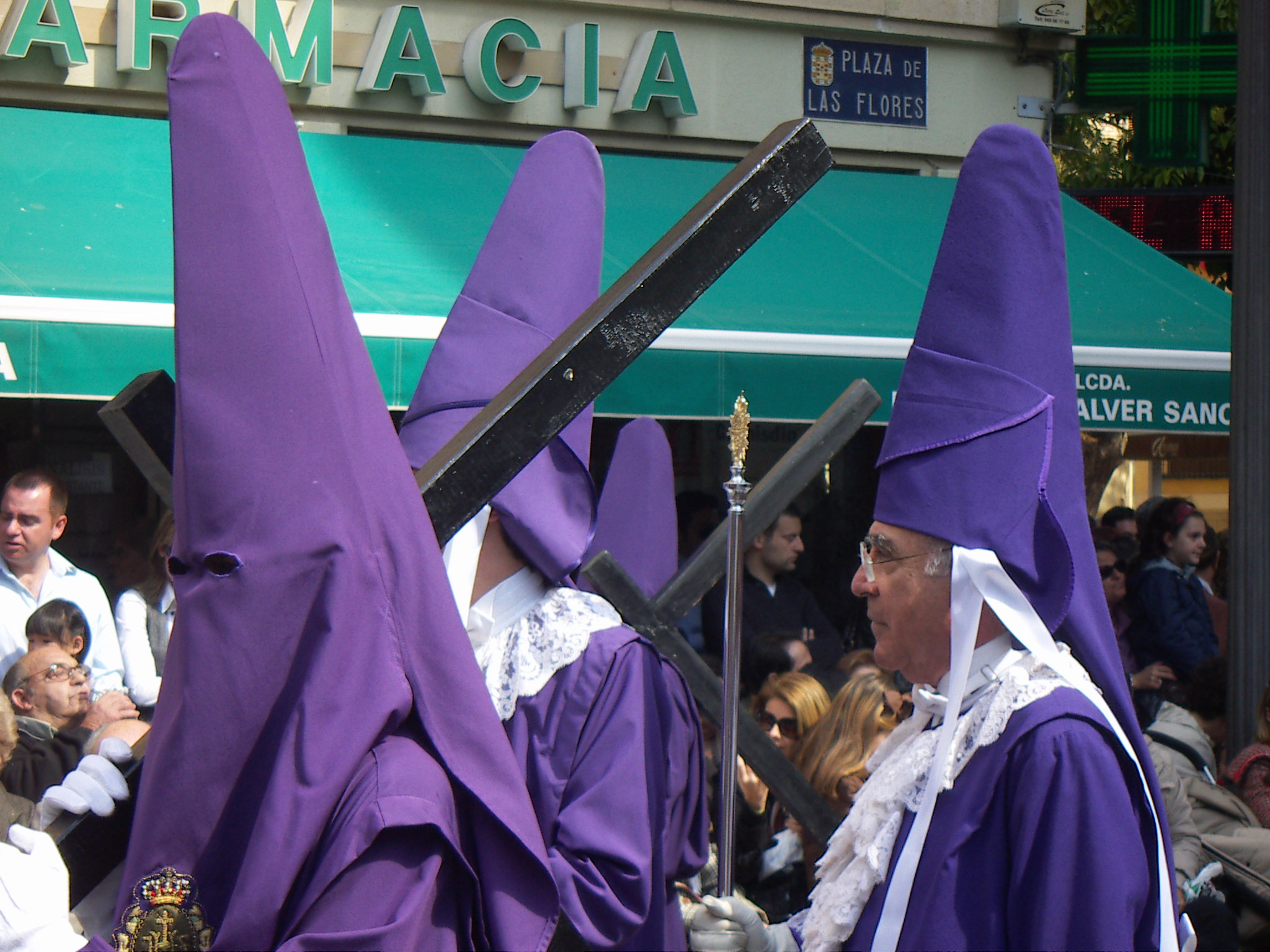
Семана Санта в Мурсии

Самый главный праздник города — Bando de la Huerta, весенний фестиваль, который открывается Fiestas de Primavera и закрывается Entierro de la Sardina. Фестиваль проходит обычно после Страстной недели, которую широко празднуют в Испании. Помимо этого, в Пальмовое воскресенье и Великую пятницу проходят так называемые саэтас — религиозные песнопения в стиле фламенко.
В мае в Мурсии проходит Праздник трёх культур (Festival Internacional Murcia Tres Culturas) в напоминание о некогда властвующих в городе культурах христианстве, исламе и иудаизме.
В первой половине сентября в городе проходит ярмарка Feria de Murcia в честь святой-покровительницы города Богоматери де-ла-Фуэнсанта.
В 2010 году в Мурсии проходила Европейская биеннале современного искусства «Манифеста 8».

### Образование
Мурсия является одним из самых крупных студенческих городов Испании. Крупнейшим вузом Мурсии и одновременно одним из самых старых в мире является Университет Мурсии, в котором обучаются около 38 тыс. студентов. Кроме того, есть частный Католический университет Сан-Антонио.

### Спорт
Футбольный клуб «Реал Мурсия» играл в сезоне 2012/2013 во Втором дивизионе. Домашней ареной клуба является стадион Нуэва-Кондомина, сменившая в 2006 году устаревший Ла-Кондомина.
Баскетбольный клуб «Мурсия» играет в высшем дивизионе Испании. В мини-футболе мурсийский клуб Эль-Посо пять раз становился чемпионом Испании. Ежегодно в Мурсии стартует велогонка Vuelta Ciclista a Murcia.
Велогонщик Алехандро Вальверде — уроженец Мурсии. В его честь названа центральная улица города — Avenida Alejandro Valverde.
Пятикратный чемпион турниров Большого Шлема теннисист Карлос Алькарас также является уроженцем региона

## Достопримечательности

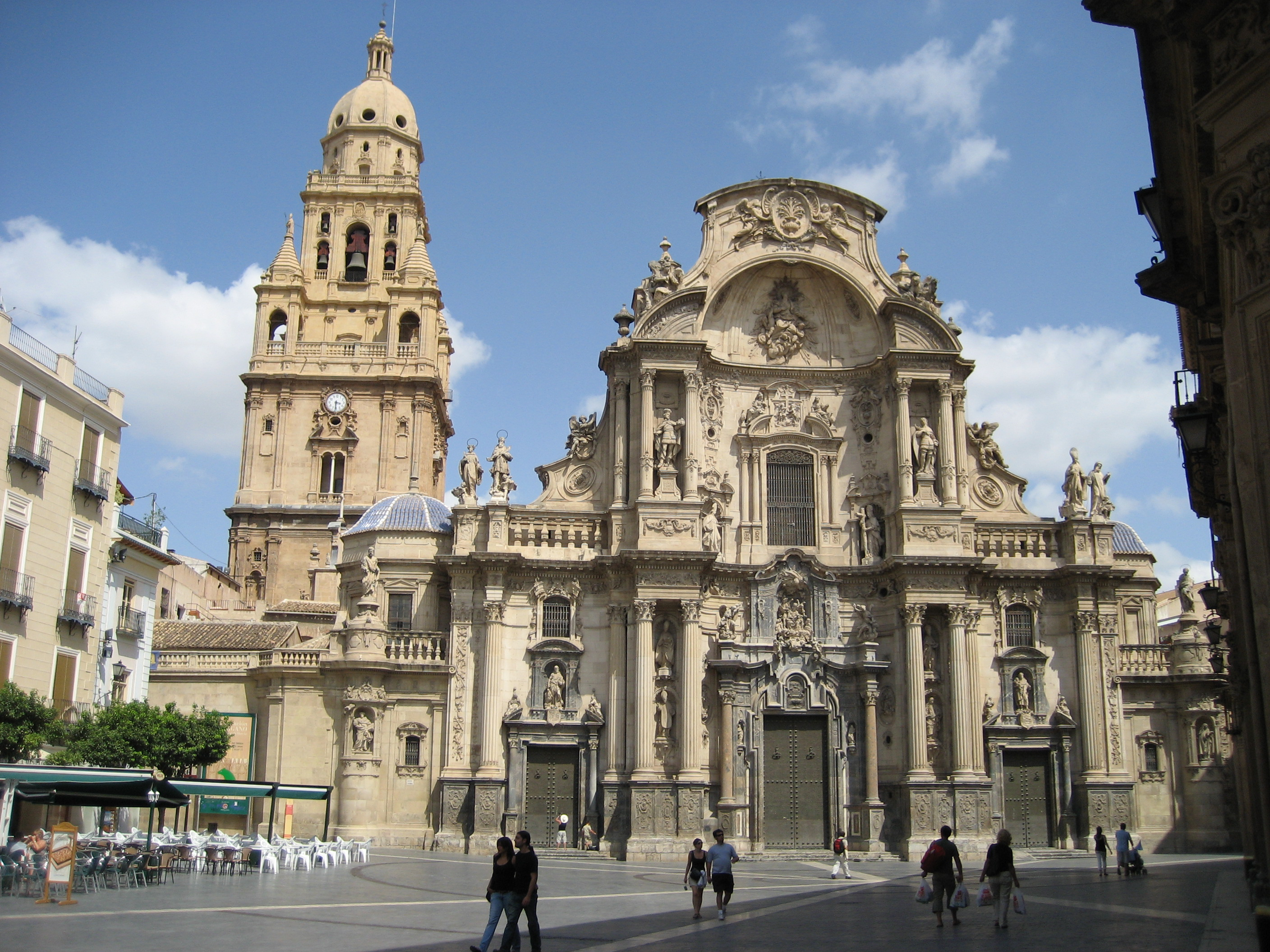
Собор в Мурсии

Главной достопримечательностью города является Мурсийский собор, сочетающий в себе множество архитектурных стилей. Основная постройка относится к 1394—1465 годам и выполнена в стиле испанской готики. Колокольня была построена в три этапа. Нижние два уровня были построены в середине XVI века в стиле Ренессанс, третий представляет собой смешение барокко, рококо и неоклассицизма. Главный фасад, выполненный в XVIII веке, является шедевром испанского барокко.
На той же площади, где расположен собор, находятся другие примечательные здания: Резиденция архиереев Мурсии (XVIII век) и противоречивая пристройка к ратуше, выполненная в 1999 году по проекту Хосе Монео.
Площадь Glorieta перед зданием аюнтамиенто Мурсии была разбита в XVIII веке и находится на берегу Сегуры. Пешеходная зона раскинулась почти по всему Старому городу Мурсии. Центральными улицами исторического центра являются улицы Platería и Trapería. Trapería ведёт от собора к Plaza de Santo Domingo, бывшей рыночной площади. На улице также расположен клуб Casino с патио в мавританском стиле. Название улицы Platería происходит от исп. plata, «серебро». В прежние века на улице обосновались торговцы драгоценными металлами, преимущественно еврейского происхождения. Trapería происходит от исп. trapos, «одежда», где были расположены лавки евреев, торгующих одеждой.
Несколько мостов, построенных в разных стилях, перекинуты через Сегуру. Старый мост или Мост опасностей, был построен в XVIII веке и является старейшим в городе. Новый мост 1903 года является вторым старейшим мостом города и был так назван, чтобы различать оба моста. Также есть современные мосты работ Сантьяго Калатрава и Хавьера Мантерола.

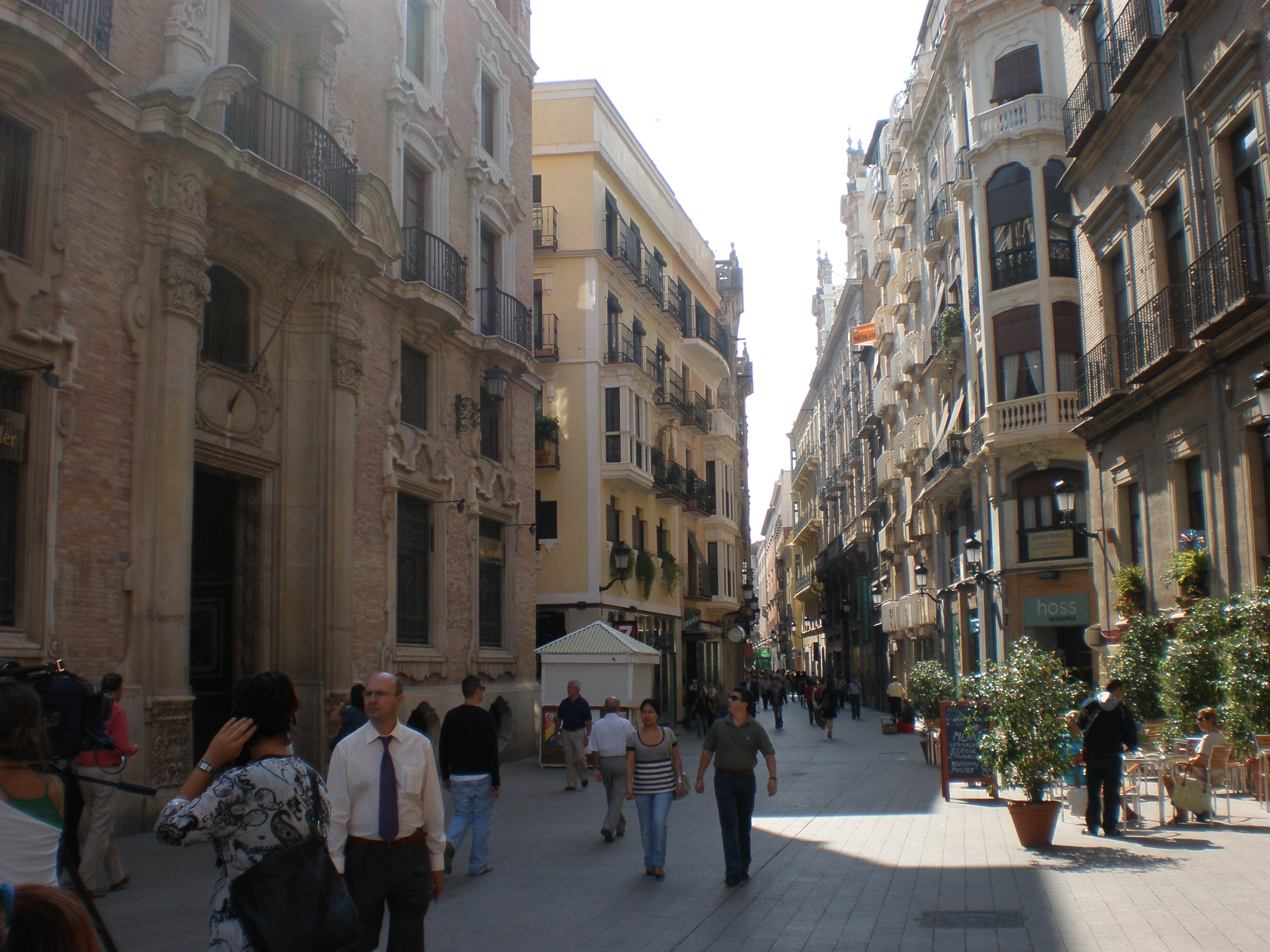
Улица Трапериа, одна из улиц старой Мурсии
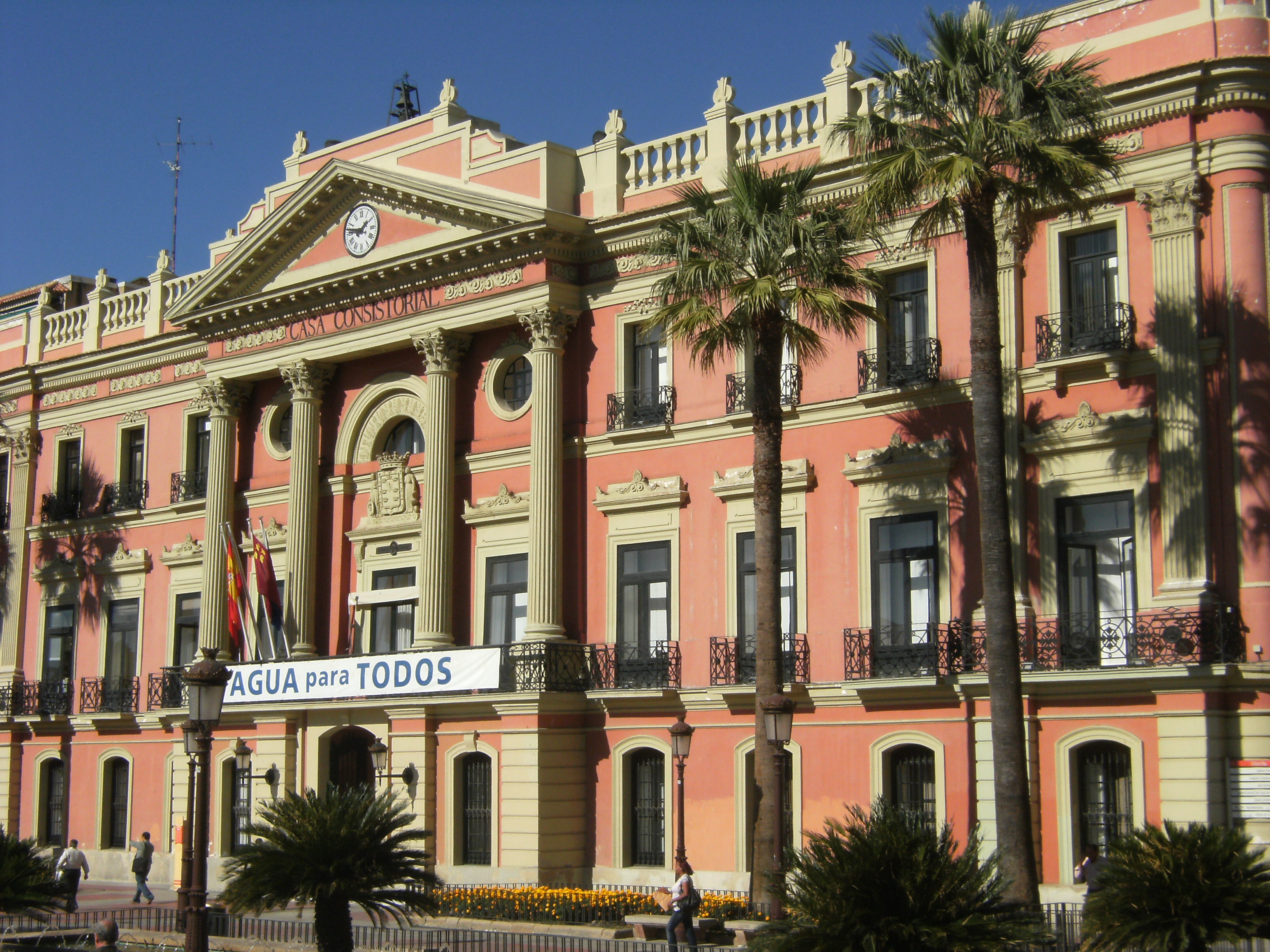
Здание аюнтамиенто
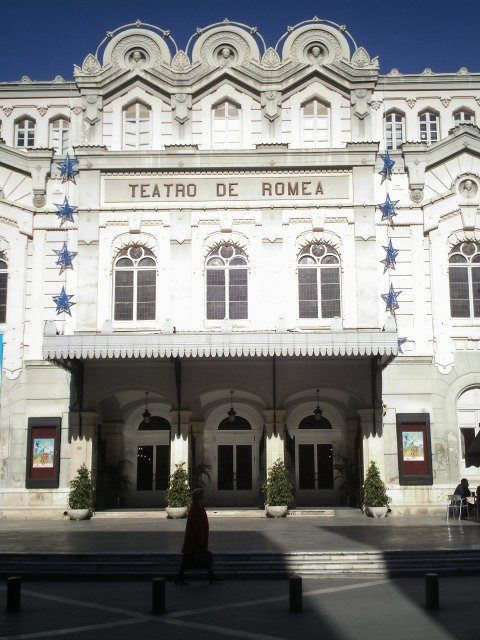
Театр Ромеа
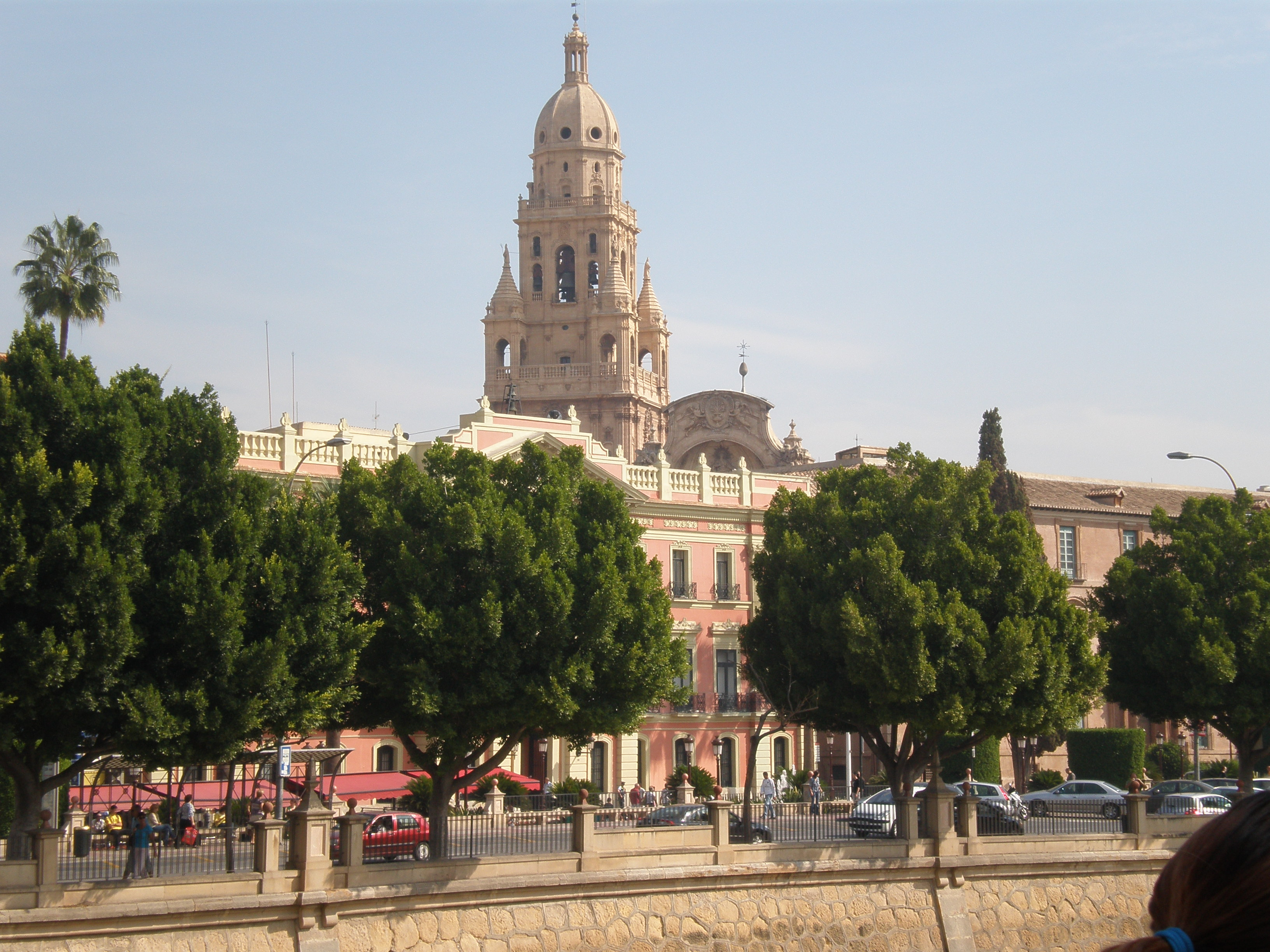
Вид на собор и муниципалитет
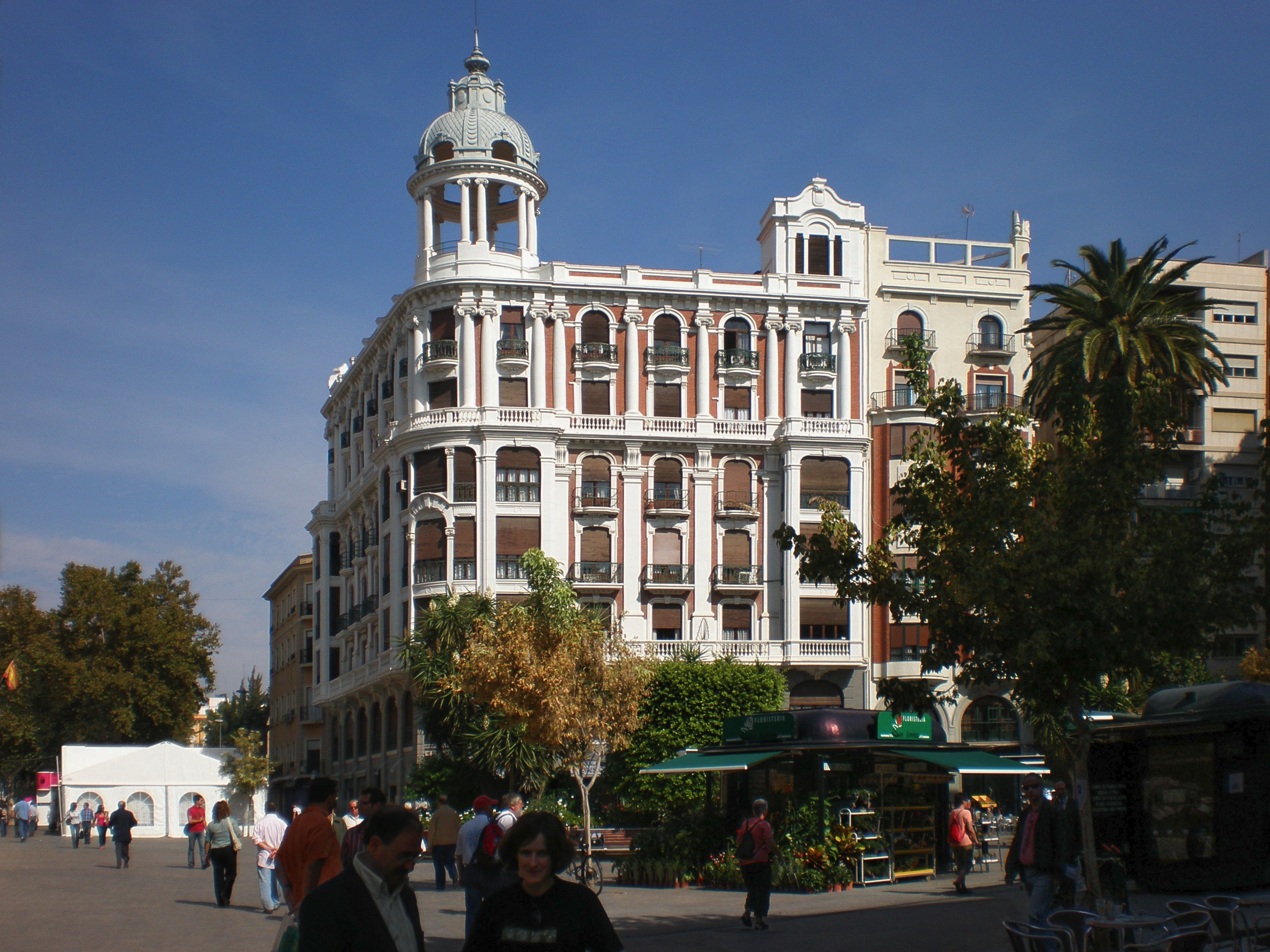
Casa Cerdá на площади Санто-Доминго
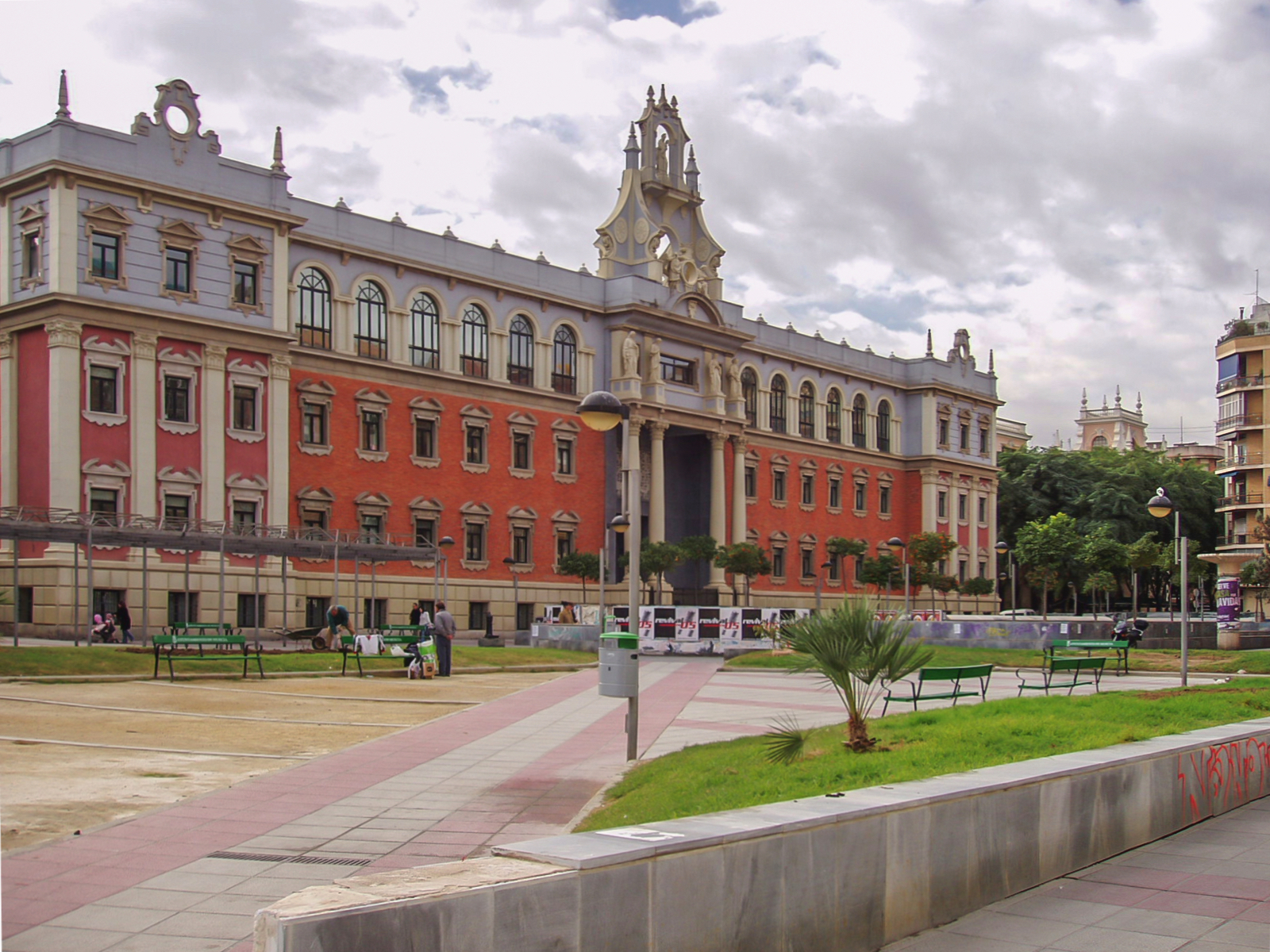
Мурсийский университет